# Marion Ballester
Pour les articles homonymes, voir Ballester.
Marion Ballester, née en 1969, est une danseuse et chorégraphe de danse contemporaine. Elle fut pendant une quinzaine d'années une interprète de la Compagnie Rosas d'Anne Teresa De Keersmaeker.

## Biographie
Marion Ballester commence sa formation de danseuse au Conservatoire de La Rochelle avant d'intégrer le Centre national de danse contemporaine d'Angers de 1987 à 1989. Après ces études, elle danse au sein de la compagnie de Dominique Petit puis de la compagnie DCA de Philippe Decouflé de 1992 à 1993. Elle rencontre alors la chorégraphe belge Anne Teresa De Keersmaeker et fait partie de sa Compagnie Rosas de 1992 à 2006. Durant cette période, elle participe à l'essentiel des créations de Rosas et sera également assistante chorégraphique sur Once en 2002 et Desh en 2005.
En 1998, elle réalise une année d'étude au studio Trisha Brown à New York afin de s'orienter vers l'écriture chorégraphique et fonder sa propre compagnie intitulée AoXoA. En 2000, elle crée la chorégraphie Unconscious Landscape en relation avec le travail de l'artiste Louise Bourgeois,. En 2007, les chorégraphes Osman Khelili, Odile Duboc et Benoît Lachambre composent pour elle Trois Solis pour Marion et en 2010, elle danse pour Raimund Hoghe sa création Si je meurs laissez le balcon ouvert. Elle intervient également comme assistante chorégraphique auprès de Michèle Noiret.
Marion Ballester est par ailleurs enseignante au Centre national de la danse à Pantin, au Conservatoire national supérieur de musique et de danse de Lyon, et intervient régulièrement dans les cycles d'étude de P.A.R.T.S. à Bruxelles.

## Principales chorégraphies
- 2000 : Unconscious Landscape
- 2002 : Once (assistante chorégraphique d'Anne Teresa De Keersmaeker)
- 2005 : Desh en collaboration avec Anne Teresa De Keersmaeker et Salva Sanchis
- 2005 : Huit pour Frédéric Flamand
- 2007 : Neptune sur la musique de Philippe Manoury.